# Orimarga palauiana
Orimarga palauiana är en tvåvingeart som beskrevs av Alexander 1940. Orimarga palauiana ingår i släktet Orimarga och familjen småharkrankar.
Artens utbredningsområde är Palau. Inga underarter finns listade i Catalogue of Life.